# Saint-Étienne-la-Varenne
Pour les articles homonymes, voir Saint-Étienne (homonymie) et Varenne.
Saint-Étienne-la-Varenne est une commune française, située dans le département du Rhône en région Auvergne-Rhône-Alpes.

## Géographie
La commune de Saint-Étienne-la-Varenne est située au cœur du Beaujolais, à égale distance de Belleville et Villefranche-sur-Saône. Elle se trouve à environ 50 kilomètres au nord de Lyon et à la même distance au sud de Mâcon. 
Son bourg, situé sur une colline, offre une vue sur toute la plaine de la Saône et les villages du Beaujolais comme Saint-Étienne-des-Oullières. Par beau temps, il est même possible de voir le mont Blanc et la chaîne des Alpes.

### Climat
Pour des articles plus généraux, voir Climat d'Auvergne-Rhône-Alpes et Climat du Rhône.
En 2010, le climat de la commune est de type climat océanique dégradé des plaines du Centre et du Nord, selon une étude du Centre national de la recherche scientifique s'appuyant sur une série de données couvrant la période 1971-2000. En 2020, Météo-France publie une typologie des climats de la France métropolitaine dans laquelle la commune est exposée à un climat de montagne ou de marges de montagne et est dans la région climatique  Nord-est du Massif Central, caractérisée par une pluviométrie annuelle de 800 à 1 200 mm, bien répartie dans l’année. 
Pour la période 1971-2000, la température annuelle moyenne est de 11,3 °C, avec une amplitude thermique annuelle de 17,4 °C. Le cumul annuel moyen de précipitations est de 868 mm, avec 10,1 jours de précipitations en janvier et 7,2 jours en juillet. Pour la période 1991-2020, la température moyenne annuelle observée sur la station météorologique de Météo-France la plus proche, « St-Georges-Reneins », sur la commune de Saint-Georges-de-Reneins à 7 km à vol d'oiseau, est de 12,2 °C et le cumul annuel moyen de précipitations est de 723,2 mm,. Pour l'avenir, les paramètres climatiques de la commune estimés pour 2050 selon différents scénarios d'émission de gaz à effet de serre sont consultables sur un site dédié publié par Météo-France en novembre 2022.

## Urbanisme

### Typologie
Au 1er janvier 2024, Saint-Étienne-la-Varenne est catégorisée commune rurale à habitat dispersé, selon la nouvelle grille communale de densité à sept niveaux définie par l'Insee en 2022.
Elle appartient à l'unité urbaine de Saint-Étienne-des-Oullières, une agglomération intra-départementale regroupant sept  communes, dont elle est une commune de la banlieue,,. La commune est en outre hors attraction des villes,.

### Occupation des sols
L'occupation des sols de la commune, telle qu'elle ressort de la base de données européenne d’occupation biophysique des sols Corine Land Cover (CLC), est marquée par l'importance des territoires agricoles (85,9 % en 2018), une proportion identique à celle de 1990 (85,9 %). La répartition détaillée en 2018 est la suivante : 
cultures permanentes (78,6 %), forêts (13,1 %), zones agricoles hétérogènes (3,9 %), prairies (3,4 %), milieux à végétation arbustive et/ou herbacée (1,1 %). L'évolution de l’occupation des sols de la commune et de ses infrastructures peut être observée sur les différentes représentations cartographiques du territoire : la carte de Cassini (XVIIIe siècle), la carte d'état-major (1820-1866) et les cartes ou photos aériennes de l'IGN pour la période actuelle (1950 à aujourd'hui).

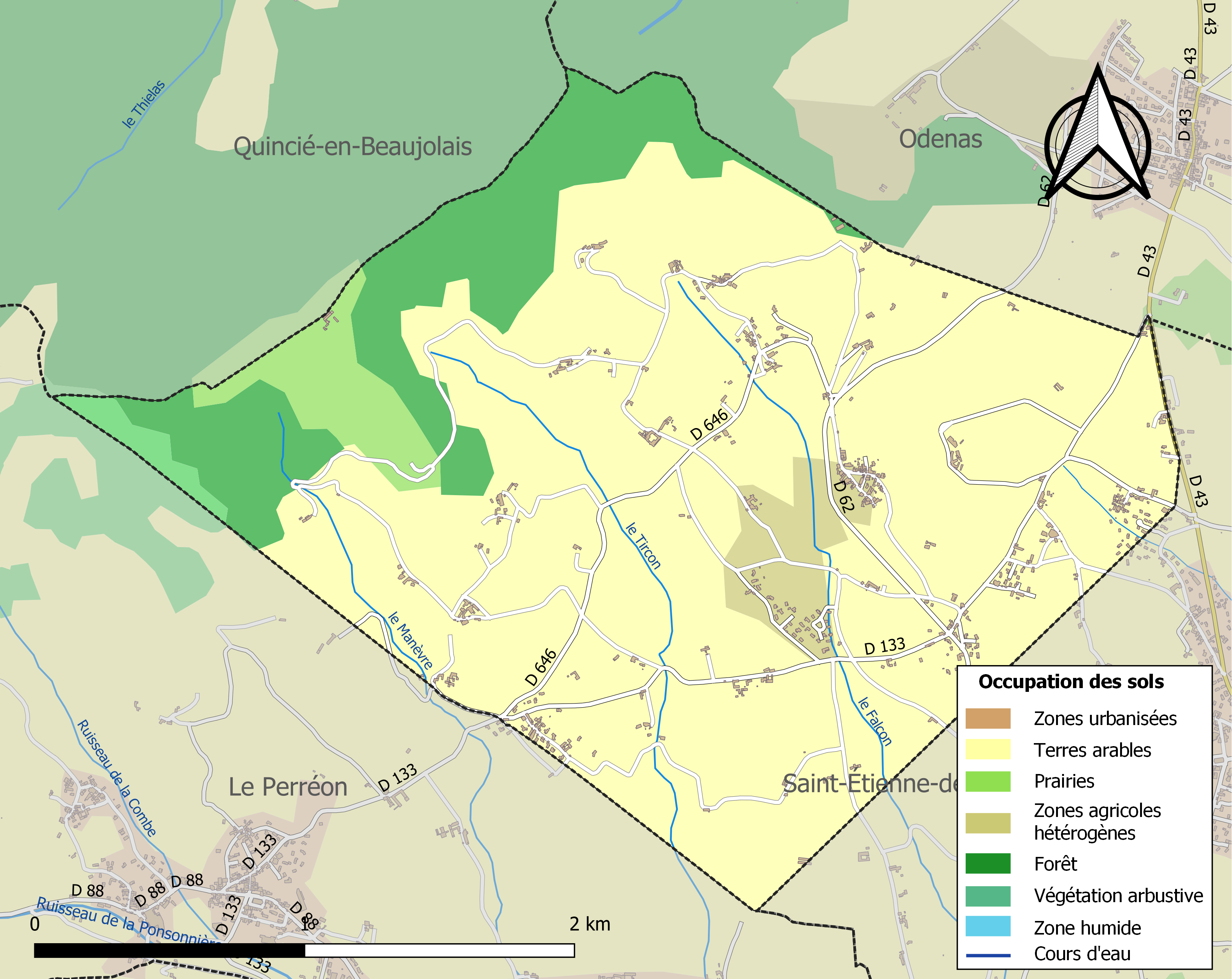
Carte des infrastructures et de l'occupation des sols de la commune en 2018 (CLC).

## Histoire
Au cours de la Révolution française, la commune porte provisoirement le nom de La Varenne puisque avant Saint-Etienne la Varenne et Saint Etienne des Oullières ne faisait qu'un et même village.

## Politique et administration
| Période                                  | Période  | Identité      | Étiquette | Qualité |
| ---------------------------------------- | -------- | ------------- | --------- | ------- |
| 2001                                     | 2008     | Michel Lapalu | DVD       |         |
| 2008                                     | En cours | Daniel Basset |           |         |
| Les données manquantes sont à compléter. |          |               |           |         |

## Démographie
L'évolution du nombre d'habitants est connue à travers les recensements de la population effectués dans la commune depuis 1793. Pour les communes de moins de 10 000 habitants, une enquête de recensement portant sur toute la population est réalisée tous les cinq ans, les populations de référence des années intermédiaires étant quant à elles estimées par interpolation ou extrapolation. Pour la commune, le premier recensement exhaustif entrant dans le cadre du nouveau dispositif a été réalisé en 2005.

En 2022, la commune comptait 783 habitants, en évolution de +5,38 % par rapport à 2016 (Rhône : +3,93 %, France hors Mayotte : +2,11 %).
| 1793  | 1800  | 1806  | 1821  | 1831  | 1836  | 1841  | 1846  | 1851  |
| ----- | ----- | ----- | ----- | ----- | ----- | ----- | ----- | ----- |
| 1 091 | 1 091 | 1 292 | 1 452 | 1 499 | 1 526 | 1 602 | 1 634 | 1 677 |

| 1856  | 1861  | 1866  | 1872 | 1876 | 1881 | 1886 | 1891 | 1896 |
| ----- | ----- | ----- | ---- | ---- | ---- | ---- | ---- | ---- |
| 1 725 | 1 830 | 1 908 | 704  | 721  | 720  | 700  | 718  | 688  |

| 1901 | 1906 | 1911 | 1921 | 1926 | 1931 | 1936 | 1946 | 1954 |
| ---- | ---- | ---- | ---- | ---- | ---- | ---- | ---- | ---- |
| 702  | 700  | 662  | 598  | 582  | 600  | 586  | 567  | 530  |

| 1962 | 1968 | 1975 | 1982 | 1990 | 1999 | 2005 | 2006 | 2010 |
| ---- | ---- | ---- | ---- | ---- | ---- | ---- | ---- | ---- |
| 536  | 528  | 487  | 503  | 518  | 608  | 642  | 652  | 693  |

| 2015 | 2020 | 2022 | - | - | - | - | - | - |
| ---- | ---- | ---- | - | - | - | - | - | - |
| 742  | 764  | 783  | - | - | - | - | - | - |

## Culture locale et patrimoine

### Lieux et monuments
- Le château des Tours (ou de l'Estours)

Composé d'une tour carrée et d'une tour ronde sarrazine, le château des Tours
date du XIVe siècle. De 1331 à 1374, Guichard VI le Grand, seigneur et 
baron du Beaujolais, est son premier propriétaire connu.
Huit propriétaires se transmettront ce patrimoine jusqu'à nos jours. Depuis 1986 le château et son domaine viticole de 70 ha au cœur du Cru Brouilly font partie des propriétés de la famille Richard, comme le château de Corcelles-en-Beaujolais.
L'Estours, la Douze (la Chaise), Ecloux, Levière, la Bâtie, la paroisse d'Odenas et la majeure partie de la paroisse de St-Etienne la Varenne, formaient la seigneurie de la Chaise, qui fut à la famille d'Aix (dont le Père La Chaise).

### Espaces verts et fleurissement
En 2014, la commune de Saint-Étienne-la-Varenne bénéficie du label « ville fleurie » avec « 1 fleur » attribuée par le Conseil national des villes et villages fleuris de France au concours des villes et villages fleuris.